# Hiawatha-gletsjeren
 Hiawatha-gletsjeren er en gletsjer i det nordvestlige Grønland nær Inglefield Land. Området blev kortlagt i 1922 af Lauge Koch. Gletsjeren har trukket sig tilbage siden 1920.
Hiawatha gletsjeren tiltrak opmærksomhed i 2018 på grund af opdagelsen af et stort nedslagskrater, Hiawatha-krateret, under overfladen af isen.

## Hiawatha-krateret
Krateret er 31 kilometer i diameter og 300 meter dybt og er blandt de 25 største meteorkratere på jorden. Meteoritten, der forårsagede krateret, har været af jern, vejet 12 milliarder ton og været omkring 1,2-1,5 kilometer i diameter. Nedslaget har udløst en energi svarende til 47 millioner gange Hiroshima atombomben. Der har været spekulationer på, om Hiawatha-nedslaget kan have været årsagen til starten for 12.000 år siden af den tidsperiode, der kaldes Yngre Dryas. Disse spekulationer synes dog manet i jorden, efter undersøgelser i 2022 afslører tydelige tegn på, at nedslaget skete for ca. 60 mio. år siden.

## Eksterne links
1. ↑  A large impact crater beneath Hiawatha Glacier in northwest Greenland. Science Advances 2018
2. ↑  Kæmpe krater opdaget: Meteorit ramte Indlandsisen med kraft som 47 mio. Hiroshima-bomber. Videnskab.dk 2018
3. ↑  Sensationel dansk opdagelse: Kæmpe meteorkrater fundet i Grønland. Berlingske Nyheder 2018
4. ↑  City-size impact crater found under Greenland ice. National Geographic 2018
5. ↑   Copenhagen, University of (9 March 2022). "Giant impact crater in Greenland occurred a few million years after dinosaurs went extinct". phys.org. Archived from the original on 10 March 2022.

78°49′42″N 67°02′38″V / 78.8283°N 67.0439°V